# 벨 헬리콥터
벨 헬리콥터는 1935년에 설립된 미국의 헬리콥터 개발회사이다. 포트워스 근처인 텍사스주 허스트에 본사가 있다.
벨사의 텍스트론 디비전에서 군용 헬기를 생산한다. 텍사스주 포트워스와 아마릴로에 공장이 있다. 캐나다 퀘백 주의 미라벨서 상업용 헬기를 생산한다.

## 헬리콥터 목록

### 민수용
| - 벨 47 - 벨 204 - 벨 205 - 벨 206 - 벨 210 | - 벨 212 - 벨 214 - 벨 214ST - 벨 222 - 벨 230 | - 벨 407 - 벨 412 - 벨 417 - 벨 427 | - 벨 429 - 벨 430 - 벨 525 - 벨 SLS |

### 군용
| - 벨 H-13 - 벨 HLS | - 벨 UH-1 - 벨 533 | - AH-1 코브라 - 벨 YAH-63 | - 벨 OH-58 카이오와 - 벨 ARH-70 |

### 틸트로터
| - 벨 V-280 - V-22 오스프리 | - 벨/아구스타 BA609 - 벨 이글 아이 |  |

## 같이 보기
- 보잉
- 유로콥터